# New Zealand Muslim Association
Die New Zealand Muslim Association (Muslimische Gesellschaft Neuseelands) ist die älteste islamische Organisation in Neuseeland und wurde 1950 in Auckland gegründet. Sie baute das erste islamische Haus Neuseelands im Jahre 1959. 
1979 baute die Gesellschaft die erste Moschee in ganz Neuseeland. Der Architekt des Gotteshauses, Abdul Salaam Drake, war ein zum Islam übergetretener Neuseeländer.
Die wichtigsten Gemeindeleiter der Gesellschaft sind die Angehörigen der Familie Bhikhoo aus Gujarat in Indien und die albanischen Flüchtlinge Mazhar Krasniqi und Nazmi Mehmeti.